# Псевдобульбарний афект
Псевдобульбарний афект (ПБА), або емоційне нетримання — це тип емоційного розладу, що характеризується неконтрольованими епізодами плачу, сміху, гніву чи інших емоційних проявів. ПБА виникає внаслідок неврологічного розладу або травми головного мозку. Його особи-носії мають випадки, коли нестримно плачуть через щось, що об'єктивно або для більшості людей є лише помірно сумним, та не можуть зупинитися протягом кількох хвилин. Епізоди також можуть бути невідповідними настрою (конгруентність): пацієнт може нестримно сміятися, коли, наприклад, злий або розчарований. Іноді епізоди можуть перемикатися між емоційними станами, в результаті чого пацієнт починає нестримно плакати, перш ніж розчинятися в нападах сміху.
Псевдобульбарний афект, також відомий як емоційна лабільність, не слід плутати з лабільністю настрою або емоцій, які виникають внаслідок емоційної нестабільності – афективної дисрегуляції – зазвичай спостерігається при психічних захворюваннях і деяких розладах особистості.

## Термінологія
Історично існували різні терміни, що використовувалися для цього розладу, включаючи псевдобульбарний афект, патологічний сміх і плач, емоційну лабільність, емоційність, емоційну дисрегуляцію або нещодавно впроваджений мимовільний розлад емоційної експресії. Термін псевдобульбарний (псевдо- + бульбарний, англ. pseudobulbar, pseudo- + bulbar)  походить від ідеї про те, що симптоми схожі на ті, що викликані бульбарним ураженням (тобто ураженням довгастого мозку).
Такі терміни, як вимушений плач, мимовільний плач, патологічна емоційність і емоційне нетримання, також використовувалися, але вже рідше.

## Причини
Специфічна патофізіологія цього часто виснажливого стану все ще досліджується; первинні патогенні механізми ПБА залишаються під питанням. Одна гіпотеза, висунута ранніми дослідниками, такими як Вілсон і Оппенгейм, наголошувала на ролі кірково-ядерний шляхів у модулюванні емоційного вираження в моделі «згори вниз» і припускала, що ПБА виникає, коли двосторонні ураження в низхідному кірково-ядерному шляху спричиняють недостатність довільної функції контролю емоцій, що призводить до розгальмування або звільнення центрів сміху/плачу в стовбурі мозку. Інші припущення вважають причину розладу — проблеми у префронтальній корі.

## Ознаки та симптоми
Кардинальною ознакою розладу є патологічно знижений поріг для прояву поведінкової реакції сміху, плачу, гніву або всього вищезазначеного. Постраждалий індивід демонструє епізоди сміху, плачу, гніву або їх поєднання без логічного мотивувального стимулу або у відповідь на стимули, які у нього не викликали такої емоційної реакції до появи основного неврологічного розладу. У деяких пацієнтів емоційна реакція перебільшена за інтенсивністю, але провокується стимулом з емоційною валентністю, що відповідає характеру емоційного прояву. Наприклад, сумний стимул провокує патологічно перебільшену реакцію плачу замість ознак пригніченості, зітхання, які пацієнт зазвичай продемонстрував би в цьому конкретному випадку.
Однак у деяких інших пацієнтів характер емоційного прояву може бути невідповідним або навіть суперечити емоційній валентності провокаційного стимулу або може бути викликаний стимулом без чіткої валентності. Наприклад, пацієнт може сміятися у відповідь на сумні новини або плакати у відповідь на подразники без емоційного відтінку, або, отримавши провокацію особа може перемикатися зі сміху на плач, або навпаки, і так по колу.
Симптоми ПБА можуть бути важкими, з постійними та безперервними епізодами.
Характеристики включають:
- Початок може бути раптовим і непередбачуваним, деякі пацієнти описують його як напад;
- Типова тривалість спалахів становить від кількох секунд до кількох хвилин;
- Напади можуть відбуватися кілька разів на день.

Багато людей з неврологічними розладами демонструють неконтрольовані епізоди сміху, плачу чи гніву, які або перебільшені, або суперечать контексту, в якому вони відбуваються. Якщо пацієнти мають значний когнітивний дефіцит (наприклад, хвороба Альцгеймера), може бути незрозуміло, чи це справжній ПБА, чи це більш груба форма емоційної дисрегуляції, але пацієнти з непорушеною когнітивною здатністю часто повідомляють про симптом як про дискомфортні/тривожні. Пацієнти повідомляють, що їхні епізоди в кращому випадку лише частково піддаються свідомому контролю, і якщо вони не зазнають серйозної зміни психічного стану, як при черепно-мозковій травмі, вони часто розуміють свою проблему й оцінюють свої емоційні прояви як недоречні та нехарактерні. Клінічний ефект ПБА може бути серйозним, з невпинними та постійними симптомами, які можуть стати причиною інвалідності для пацієнтів і можуть суттєво вплинути на якість життя їх та їх оточення.

### Соціальний вплив
Попри те, що ПБА не настільки серйозно впливає на працездатність особи, на відмінно від фізичних симптомів найпоширеніших захворювань, які його викликають (таких як БАС), ПБА може суттєво впливати на соціальне функціонування людей та їхні стосунки з іншими. Такі раптові, часті, екстремальні, неконтрольовані емоційні спалахи можуть призвести до соціальної замкнутості та перешкодити повсякденній діяльності, соціальній та професійній діяльності та погіршити загальний стан здоров'я. Наприклад, пацієнти з БАС і МС часто когнітивно нормальні. Однак поява неконтрольованих емоцій зазвичай пов'язана з багатьма додатковими неврологічними розладами, такими як синдром порушення активності та уваги, хвороба Паркінсона, церебральний параліч, аутизм, епілепсія, та мігрені. Це може призвести до потреби уникнення соціальних взаємодій для пацієнта, що, своєю чергою, погіршує його здатність до копінгу (подолання проблем) та кар'єру.

### Депресія
| Характеристика | ПБА                                                   | Депресія                                                                   |
| -------------- | ----------------------------------------------------- | -------------------------------------------------------------------------- |
| Тривалість     | від секунд до хвилин                                  | від тижнів до місяців                                                      |
| Контроль       | відсутній або мінімальний                             | залежить від ситуації                                                      |
| Афект          | не пов'язаний із настроєм або не залежить від нього   | сумний, стурбований, провинний, депресивний; найчастіше відповідає настрою |
| Поведінка      | не змінюється                                         | втомлена, апатична, іноді збуджена                                         |
| Сприйняття     | без неправильного сприйняття                          | невідповідне та негативне уявлення про себе, инших та майбутнє             |
| Розуміння      | зазвичай не порушене                                  | може бути порушене                                                         |
| Стимул         | неспецифічний, мінімальний або невідповідний ситуації | специфічна ситуація, яка впливає на настрій або триґґерить                 |

ПБА часто може помилково діагностуватися як клінічна депресія або біполярний розлад; однак існує багато чітких відмінностей.
При депресивних і біполярних розладах плач, гнів або сміх зазвичай вказують на настрій, тоді як патологічні прояви плачу, які виникають при ПБА, часто відрізняються від основного настрою, або значно перевищують настрій, або викликають стимул. Крім того, ключем до диференціації депресії від ПБА є тривалість: епізоди ПБА є раптовими, виникають епізодично, тоді як плач під час депресії є більш тривалим проявом і тісно пов'язаний з основним станом настрою. Рівень контролю, який людина має над плачем, гнівом чи іншими емоційними проявами, в ПБА, є мінімальним або зовсім відсутнім, тоді як для тих, хто страждає на депресію, емоційне вираження (зазвичай плач) може змінюватися залежно від ситуації. Подібним чином, триґґер для епізодів плачу у пацієнтів з ПБА може бути неспецифічним, мінімальним або невідповідним до ситуації, а при депресії стимул є специфічним, конкретна ситуація або досвід пов'язаний з травмою. Ці відмінності описано в таблиці поруч.
У деяких випадках депресивний настрій і ПБА можуть існувати одночасно. Оскільки депресія є однією з найпоширеніших емоційних змін у пацієнтів із нейродегенеративними захворюваннями або наслідками після інсульту, вона часто супроводжується ПБА. Супутня патологія означає, що депресія відрізняється від ПБА і не є необхідною для встановлення діагнозу ПБА, а також не виключає його.

## Поширеність
За оцінками поширеності, кількість людей із ПБА становить від 1,5 до 2 мільйонів лише в Сполучених Штатах, що становить менше ніж 1% населення США навіть за найвищого рівня оцінки. Деякі стверджують, що ця цифра, ймовірно, вища і що лікарі часто не діагностують ПБА. Також є оцінка поширеності у 2 мільйони, яка базується на онлайн-опитуванні. Самостійно відібрані пацієнти з груп ризику, які володіють комп'ютером, оцінювали власні симптоми та надсилали свої самодіагнози. Жоден лікар чи клініка не підтвердили їх дані. На мотивацію відмови у діагностуванні могла вплинути наявність симптомів, які могли б ускладнити визнання результатів та точного діагностування. Фактична поширеність цілком може бути трохи нижчою, ніж оцінюється.

## У популярній культурі
Артур Флек, головний персонаж фільму «Джокер» 2019 року, демонструє ознаки псевдобульбарного афекту, яким надихався Хоакін Фенікс задля характерного сміху свого персонажа.
У фільмі «Паразити» 2019 року коли персонаж Кі-Ву наприкінці фільму отримав травму голови — і хоча у фільмі чітко не заявлено, що він уражений саме псевдобульбарним афектом — він почав казати, що не може перестати сміятися, думаючи про всі події, які відбуваються у фільмі.